# 居維象
居維象（Cuvieronius）是新大陸上已滅絕的一屬嵌齒象科。
居維象是以法國的喬治·居維葉（Georges Cuvier）來命名。牠站立時高2.7米，外表像現今的象，但象牙則呈螺旋狀。牠最初是在北美洲演化而來，並在南北美洲生物大遷徙中遷往南美洲的少數長鼻目之一，約在200萬年前抵達，最南達至阿根廷。牠們在人類的時代亦生存，但卻於公元400年因獵殺而滅絕。這顯示冰河時期並非令牠們滅絕的元兇。居維象的骨頭是在南美洲的蒙特維多發現。

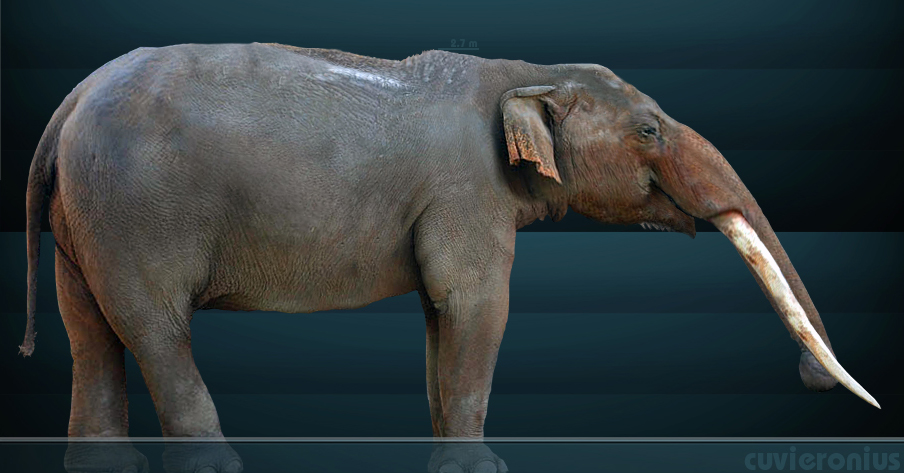
Restoration

## 外部連結
- 美國自然歷史博物館